# Weapon Data Link
Bei dem Weapon Data Link (kurz WDL) handelt es sich um einen standardisierten militärischen Datenlink für Lenkwaffen. Dieser ermöglicht eine bidirektionale Kommunikation mit einer Waffe auch nachdem sie gestartet wurde. Somit kann zum einen der aktuelle Status abgefragt werden, zum anderen können auch Ziele oder Wegpunkte noch im Flug geändert werden. Dies kann durch jeden im selben Netzwerk befindlichen Teilnehmer geschehen und nicht nur durch die Abschussplattform selbst wie bei vielen früheren Datenlinks.
Der Zugang wird durch kryptografische Schutzmaßnahmen vor feindlicher Einflussnahme und Aufklärung geschützt. Der Standard wurde von der United States Air Force entwickelt und mehrere Hersteller bieten Transmitter für die Waffenintegration an. Üblicherweise arbeiten diese parallel im UHF- (225 MHz – 400 MHz) und L-Band (960 MHz – 1215 MHz). Letzteres ist von besonderer Bedeutung, da so eine Verbindung zum unter NATO-Staaten sehr verbreiteten Link 16-Netzwerk aufgebaut werden kann.

## Plattformen
- AGM-158B JASSM-ER
- AGM-158C LRASM
- AGM-154C-1 JSOW
- AGM-84 Harpoon Block III (Projekt eingestellt)
- GBU-53/B SDB